# 석계역
석계역(石溪驛, Seokgye station)은 서울특별시 노원구, 성북구의 경계에 있는 수도권 전철 1호선과 서울 지하철 6호선의 환승역이다. 역명은 성북구 석관동 ‘석(石)’자와 노원구 월계3동 ‘계(溪)’자를 합쳐 ‘석계(石溪)’로 명명되었다. 수도권 전철 1호선의 경우 경원선, 망우선이 나란히 놓여 있다. 따라서 주중에 한하여 광운대역으로 2회 운행하는 경춘선 전동열차는 망우선 선로를 이용하기 때문에 무정차 통과한다. 서울 지하철 6호선은 월릉교 하저터널로 태릉입구역과 연결된다.

## 연혁
- 1984년 7월 12일 : 역사 신축 착공
- 1984년 12월 28일 : 역사 신축 준공
- 1985년 1월 14일 : 보통역으로 영업 개시
- 2000년 8월 7일 : 서울 지하철 6호선 상월곡 ~ 봉화산 구간 개통으로 6호선 역 영업 개시, 환승역이 됨
- 2002년 12월 15일 : 승강장 확장 공사로 인해 하행(인천방향) 승강장 이전
- 2004년 : 1호선(경원선) 승강장 확장 공사 완료
- 2005년 12월 21일 : 동묘앞역 개업으로 1호선 역번호가 121에서 120으로 변경
- 2008년 4월 30일 : 6호선 승강장 스크린도어 설치 완료
- 2009년 12월 1일 : 철도승차권 단말기 철거
- 2010년 : 한국철도공사 석계역 스크린도어 설치

## 역 구조

### 1호선 승강장
1면 2선의 섬식 승강장으로 스크린도어가 설치되어 있다. 섬식 승강장으로는 유일하게 확장공사를 한 적 있는 역이다. 서울 지하철 6호선 태릉입구역 방향(중랑천 쪽)으로는 이문차량사업소, 망우선과 연결되는 선로가 있으며, 일부 화물열차와 전동열차의 회송 선로로 운용된다.
| ↑ 광운대 |
| １２ \|  |
| 신이문 ↓ |

| 1 | ● 수도권 전철 1호선 | 광운대 · 의정부 · 양주 · 동두천 · 연천 방면 (일반, 급행) |
| 2 | ● 수도권 전철 1호선 | 구로 · 부천 · 인천 · 서동탄 · 천안 · 신창 방면           |

### 6호선 승강장
2면 2선의 상대식 승강장을 갖춘 지하역으로, 스크린도어가 설치되어 있다. 2005년 12월 21일 1호선 동묘앞역 개통 이전까지 1호선, 6호선의 유일한 환승역이었다.
| 돌곶이↑   |
| \| 상     |
| ↓태릉입구 |

| 상행 | ● 서울 지하철 6호선 | 돌곶이 · 월곡 · 고려대 · 동묘앞 · 삼각지 · 월드컵경기장 · 응암 방면 |
| 하행 | ● 서울 지하철 6호선 | 태릉입구 · 화랑대 · 봉화산 · 신내 방면                              |

## 역 주변
- 광운전자공업고등학교
- 광운중학교
- 광운초등학교
- 남대문중학교
- 두산아파트
- 서울과학기술대학교
- 서울선곡초등학교
- 석관고등학교
- 성북구도시관리공단 성북종합레포츠타운
- 성북청소년수련관
- 우이천
- 월계1동행정복지센터
- 월계동풍림아이원아파트
- 월계동현대아이파크아파트
- 현대자동차 성북출고센터
- 한진한화그랑빌아파트

## 이용객 변동
6호선의 2000년 자료는 개통일인 2000년 8월 7일부터 12월 31일까지 147일간의 집계를 반영한 것이다.
| 노선  | 노선   | 일평균 인원수 (명/일) | 일평균 인원수 (명/일) | 일평균 인원수 (명/일) | 일평균 인원수 (명/일) | 일평균 인원수 (명/일) | 일평균 인원수 (명/일) | 일평균 인원수 (명/일) | 일평균 인원수 (명/일) | 일평균 인원수 (명/일) | 일평균 인원수 (명/일) | 각주                  | 각주                  | 각주  |
| 노선  | 노선   | 2000년                | 2001년                | 2002년                | 2003년                | 2004년                | 2005년                | 2006년                | 2007년                | 2008년                | 2009년                | 각주                  | 각주                  | 각주  |
| ----- | ------ | --------------------- | --------------------- | --------------------- | --------------------- | --------------------- | --------------------- | --------------------- | --------------------- | --------------------- | --------------------- | --------------------- | --------------------- | ----- |
| 1호선 | 승차   | 6,737                 | 19,037                | 17,319                | 17,259                | 12,926                | 20,234                | 19,197                | 19,022                | 18,953                | 18,611                | [ 1 ]                 | [ 1 ]                 | [ 1 ] |
| 1호선 | 하차   | 7,217                 | 17,866                | 18,953                | 20,436                | 14,039                | 20,995                | 19,578                | 19,294                | 19,012                | 19,194                | [ 1 ]                 | [ 1 ]                 | [ 1 ] |
| 6호선 | 승차   | 6,234                 | 10,827                | 13,225                | 14,578                | 14,458                | 14,704                | 15,331                | 15,071                | 14,997                | 14,566                | [ 2 ]                 | [ 2 ]                 | [ 2 ] |
| 6호선 | 하차   | 5,440                 | 9,790                 | 12,292                | 13,990                | 14,008                | 14,525                | 14,864                | 14,477                | 14,325                | 14,078                | [ 2 ]                 | [ 2 ]                 | [ 2 ] |
| 6호선 | 승하차 | 11,674                | 20,617                | 25,517                | 28,568                | 28,466                | 29,228                | 30,194                | 29,547                | 29,322                | 28,644                | [ 2 ]                 | [ 2 ]                 | [ 2 ] |
| 노선  | 노선   | 일평균 인원수 (명/일) | 일평균 인원수 (명/일) | 일평균 인원수 (명/일) | 일평균 인원수 (명/일) | 일평균 인원수 (명/일) | 일평균 인원수 (명/일) | 일평균 인원수 (명/일) | 일평균 인원수 (명/일) | 일평균 인원수 (명/일) | 일평균 인원수 (명/일) | 일평균 인원수 (명/일) | 일평균 인원수 (명/일) | 각주  |
| 노선  | 노선   | 2010년                | 2011년                | 2012년                | 2013년                | 2014년                | 2015년                | 2016년                | 2017년                | 2018년                | 2019년                | 2020년                | 2021년                | 각주  |
| 1호선 | 승차   | 18,033                | 18,153                | 18,049                | 18,449                | 18,312                | 17,871                | 17,358                | 16,753                | 15,925                | 15,842                | 11,735                | 11,361                | [ 1 ] |
| 1호선 | 하차   | 19,034                | 19,263                | 19,108                | 19,578                | 19,357                | 18,933                | 18,464                | 17,805                | 16,993                | 16,913                | 12,651                | 12,332                | [ 1 ] |
| 6호선 | 승차   | 14,430                | 14,479                | 14,320                | 14,255                | 14,184                | 13,814                | 13,467                | 13,315                | 13,358                |                       |                       |                       | [ 2 ] |
| 6호선 | 하차   | 14,207                | 14,283                | 14,199                | 14,292                | 14,230                | 13,970                | 13,549                | 13,381                | 13,490                |                       |                       |                       | [ 2 ] |
| 6호선 | 승하차 | 28,637                | 28,762                | 28,519                | 28,547                | 28,414                | 27,784                | 27,016                | 26,696                | 26,848                |                       |                       |                       | [ 2 ] |

## 인접한 역
| 경원선                           | 경원선                                                         | 경원선                                  |
| -------------------------------- | -------------------------------------------------------------- | --------------------------------------- |
| 119 광운대 연천 방면 광운대 방면 | ● 수도권 전철 1호선 경원-경인선 완행 · 경원선 급행 경부선 완행 | 121 신이문 인천 방면 서동탄 · 신창 방면 |
| 서울 지하철 6호선                |                                                                |                                         |
| 643 돌곶이 응암 순환             | ● 서울 지하철 6호선                                            | 645 태릉입구 신내 방면                  |

## 사진

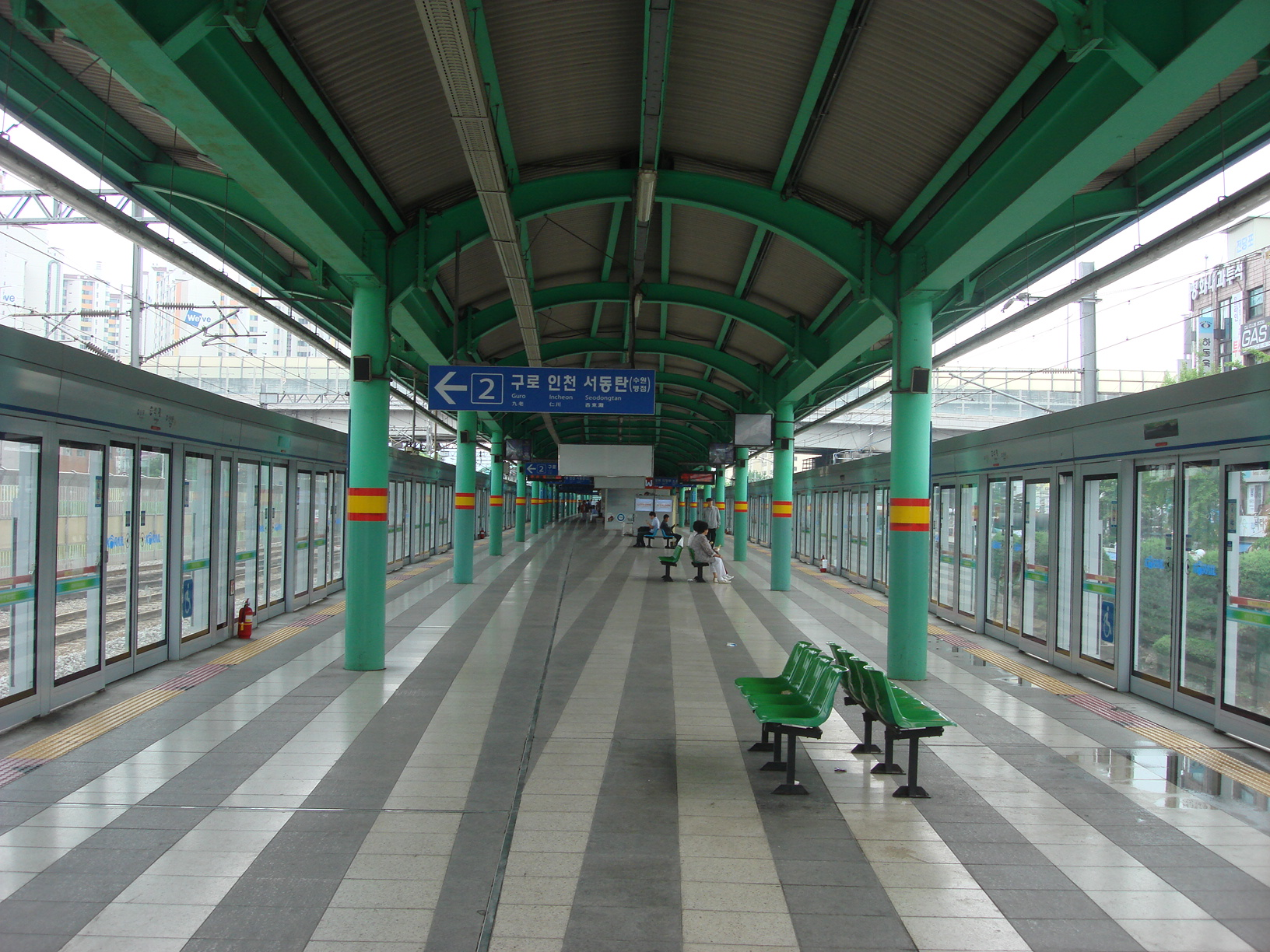
1호선 승강장
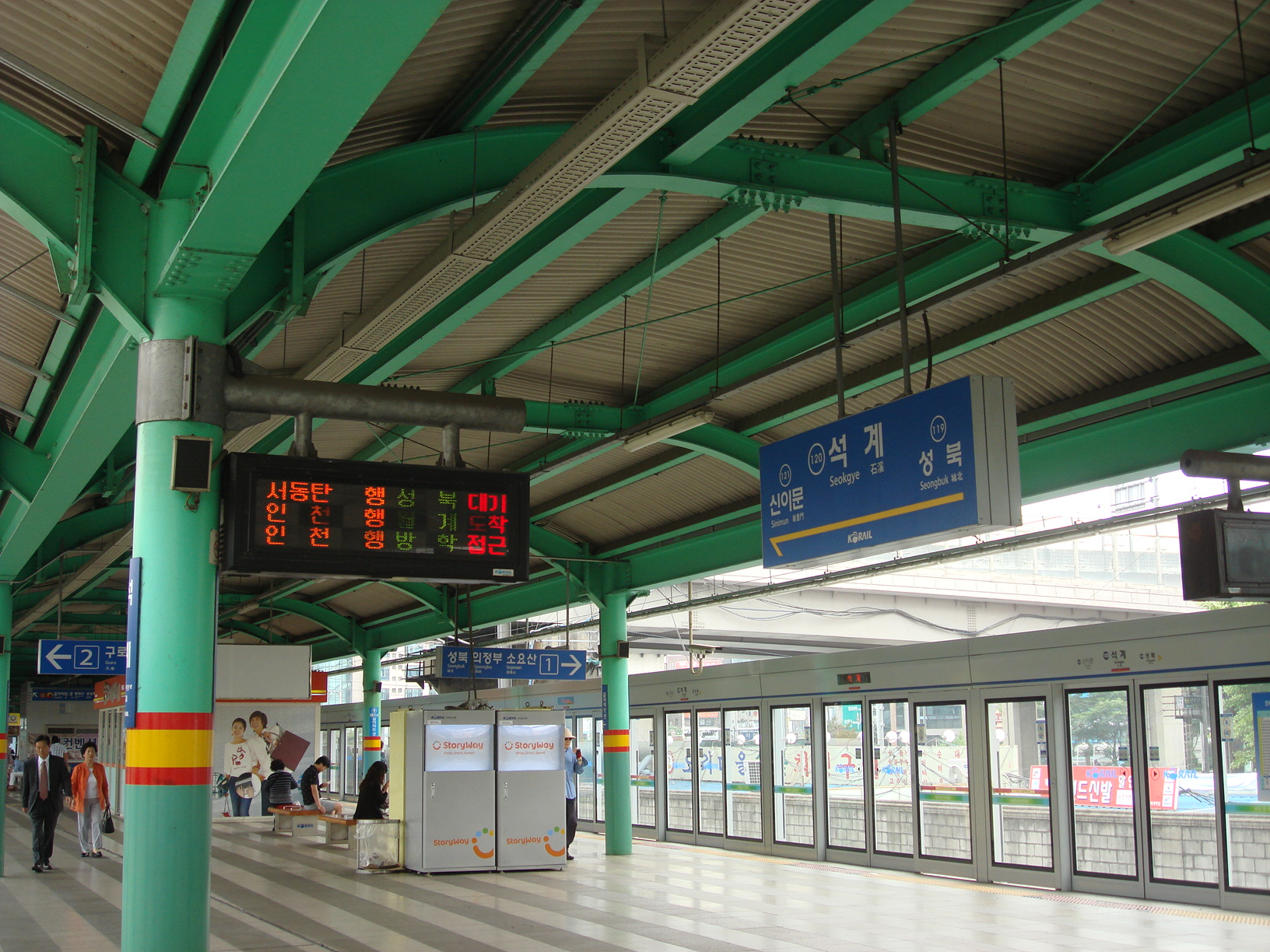
1호선 역명판
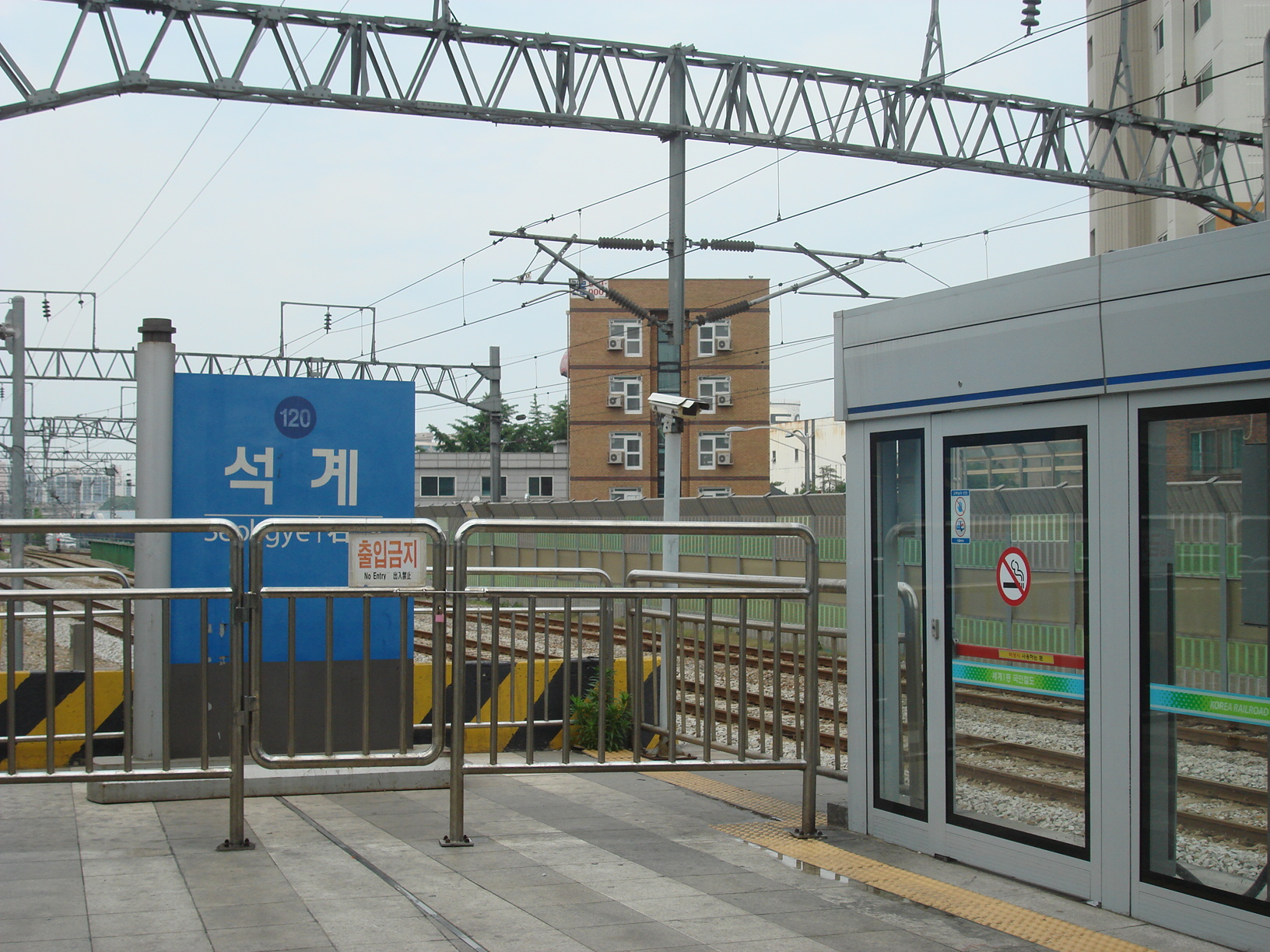
1호선 역명판
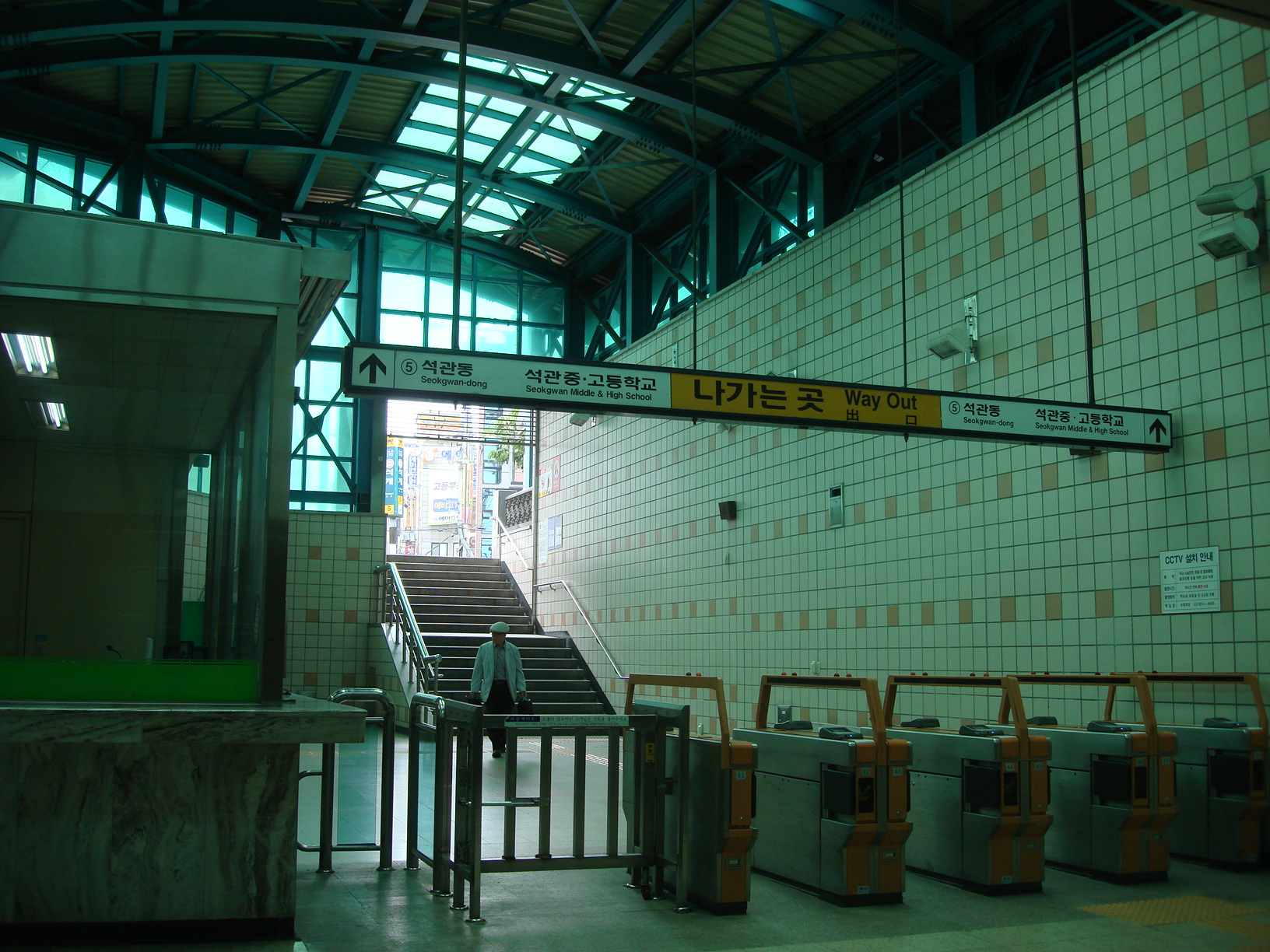
5번 출입구
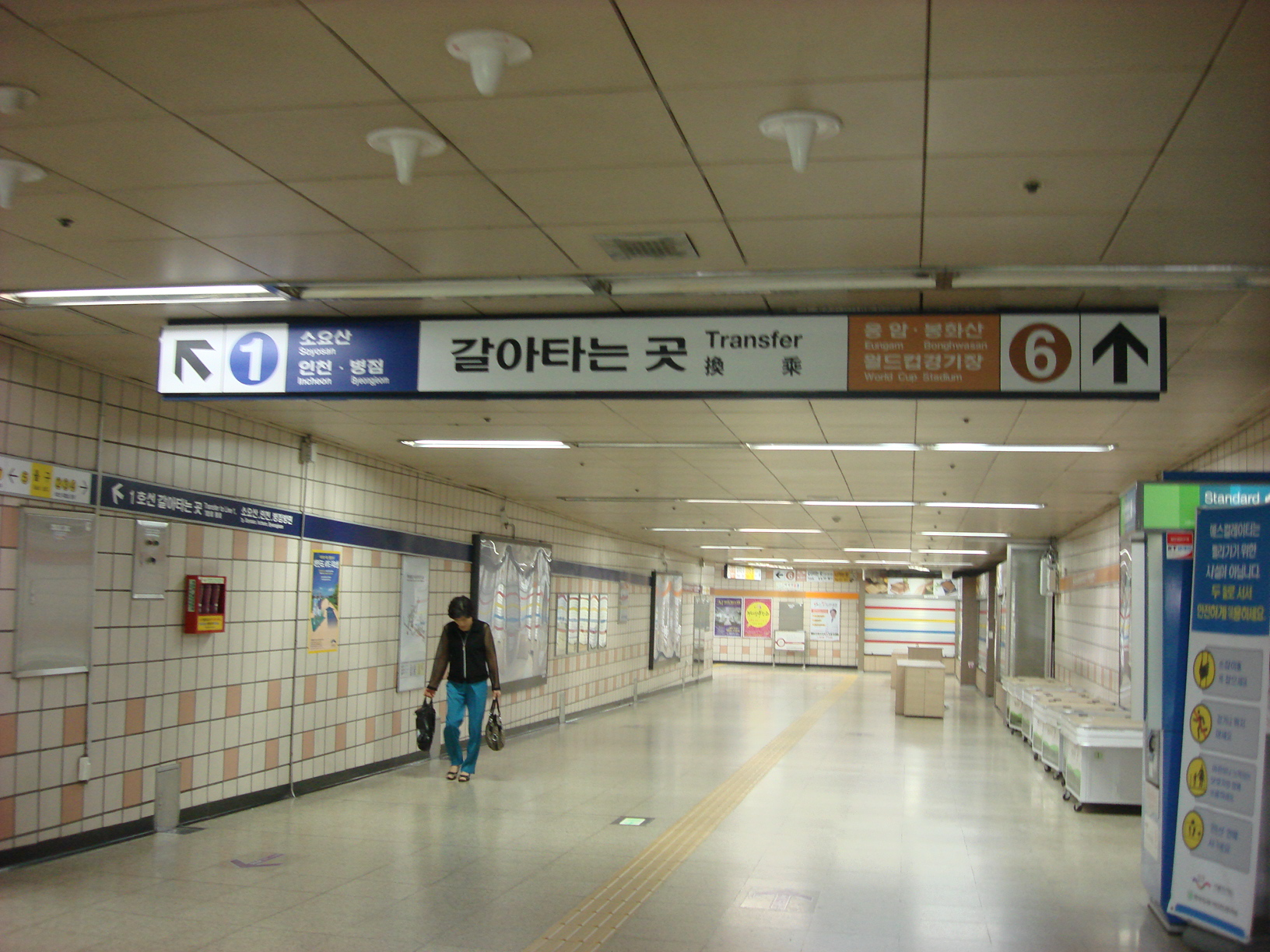
환승 통로
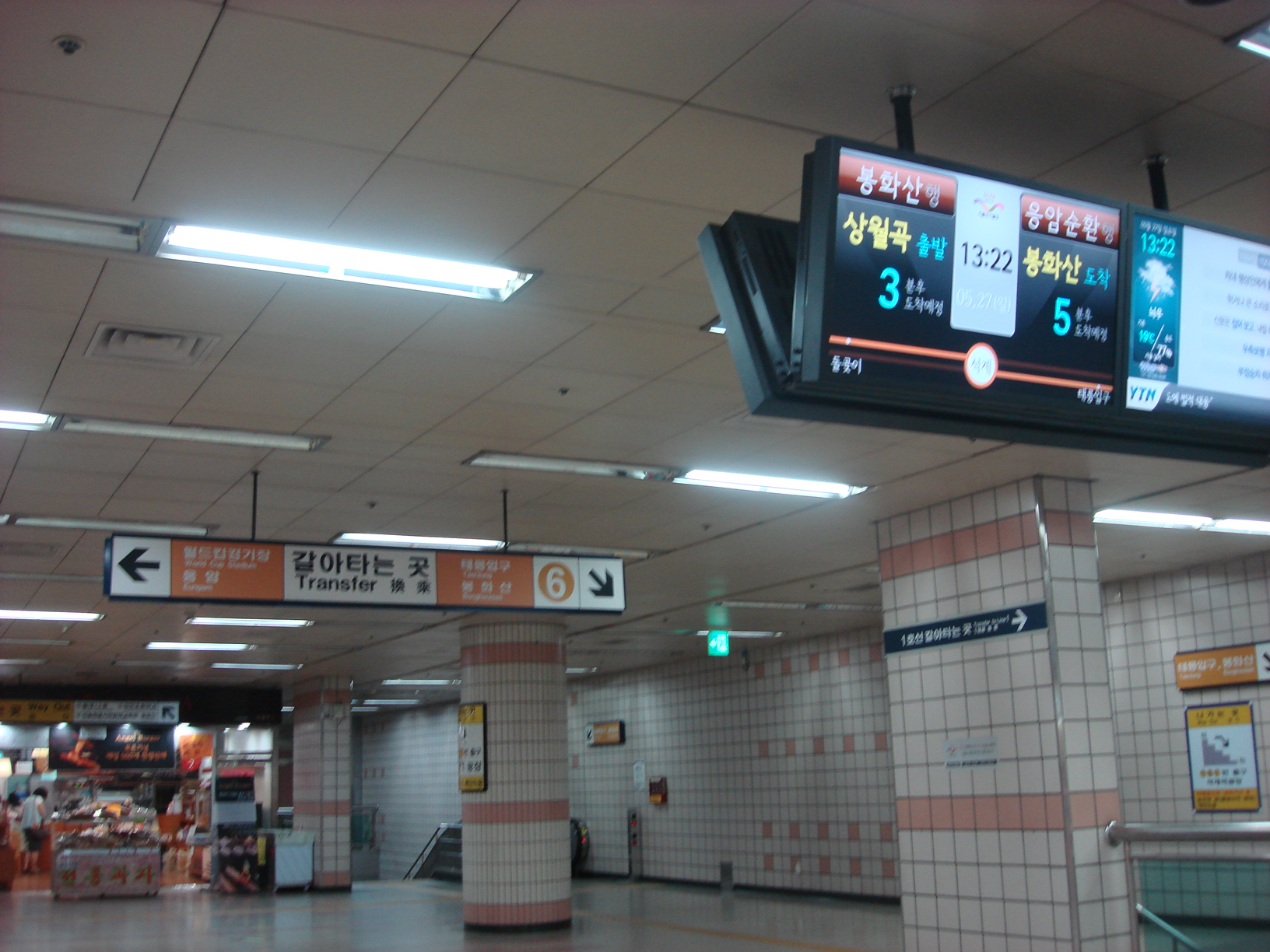
6호선 대합실
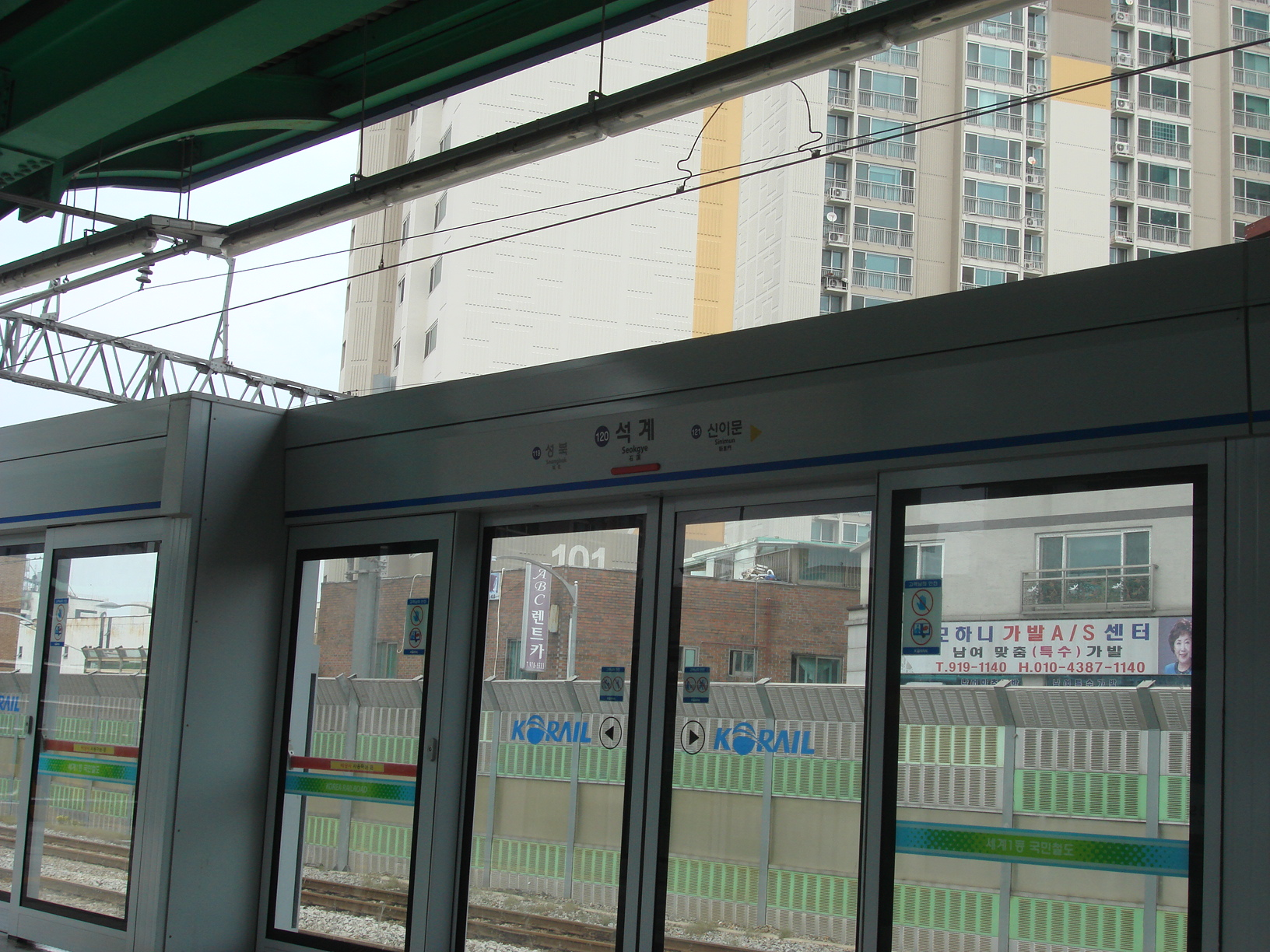
1호선 스크린도어